# Obereopsis obliquata
Obereopsis obliquata là một loài bọ cánh cứng trong họ Cerambycidae.